# Rio do Sul (ort)
Rio do Sul är en ort i Brasilien.   Den ligger i kommunen Rio do Sul och delstaten Santa Catarina, i den södra delen av landet, 1 300 km söder om huvudstaden Brasília. Rio do Sul ligger 346 meter över havet och antalet invånare är 51 944.
Terrängen runt Rio do Sul är huvudsakligen lite kuperad. Rio do Sul ligger nere i en dal. Det finns inga andra samhällen i närheten.
I omgivningarna runt Rio do Sul växer i huvudsak städsegrön lövskog. Runt Rio do Sul är det ganska tätbefolkat, med 116 invånare per kvadratkilometer.